# میلک (فیلم)
میلک (به انگلیسی: Milk) یک فیلم زندگینامه‌ای آمریکایی محصول سال ۲۰۰۸ به کارگردانی گاس ون سنت و نویسندگی داستین لنس بلک است. این فیلم به زندگی هاروی میلک، نخستین سیاست‌مدار همجنسگرای آمریکایی می‌پردازد. هاروی در دهه هفتاد میلادی با اعلام آشکار گرایش جنسی‌اش، به عضویت انجمن شهر سان فرانسیسکو انتخاب شد. میلک، در ۲۶ نوامبر ۲۰۰۸، پیش از فرارسیدن سی‌امین سالروز قتل هاروی میلک اکران شد.

## داستان
این فیلم در چارچوب داستانی واقعی، به زندگی هاروی میلک می‌پردازند. میلک در دهه ۷۰ میلادی در راه‌اندازی یک مغازه دوربین‌فروشی، فعالیت‌های خود را در راه پشتیبانی از حقوق همجنسگرایان آمریکا آغاز کرد. او با تلاش زیاد و پس از چندین بار نامزدی، سرانجام موفق شد در سال ۱۹۷۷ به دفتر هیئت حاکمه شهر سان فرانسیسکو راه پیدا کند. در پی افزایش قدرت سیاسی میلک، حضور دن وایت همتای او در شهرداری، رنگ باخت و در نتیجه او را به همراه شهردار به قتل رساند.

## فرایند تولید

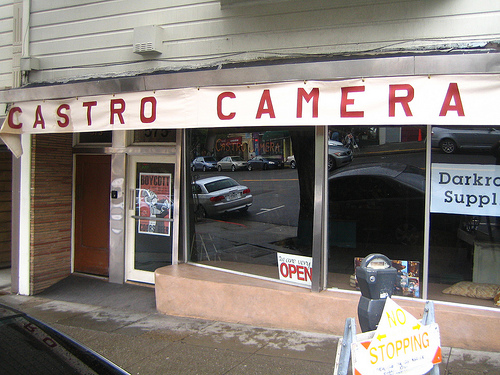
یکی از صحنه‌های فیلمبرداری فیلم میلک

ون سنت، در برخی از صحنه‌های میلک، از فیلم‌های مستند مربوط به رویدادهای واقعی، را در میان صحنه‌های ساختگی به‌کار برده است. یکی از این منابع، فیلم مستندی است که در سال ۱۹۸۴ برنده جایزه اسکار شد.
این فیلم در شهر سان فرانسیسکو فیلم‌برداری شده است و حتی برای ساخت برخی سکانس‌ها، از همان مغازه دوربین‌فروشی خیابان کاسترو، که میلک در آنجا فعالیت می‌کرد، استفاده شده است. در این فیلم افزون بر بازیگران سرشناسی همچون جیمز فرانکو و امیل هرش، بسیاری از دوستداران و همکاران هاروی میلک به‌عنوان بازیگر و سیاهی‌لشکر حضور دارند.

## جایزه‌ها و نامزدی‌ها
- انتخاب به‌عنوان بهترین فیلم سال ۲۰۰۸ از سوی اتحادیه تهیه‌کنندگان آمریکا
- نامزد دریافت جایزه در ۸ رشته از سوی انجمن رسانه‌ای منتقدان فیلم (BFCA)، از جمله بهترین فیلم، بهترین بازیگر نقش اول مرد و بهترین کارگردان
- نامزد دریافت جایزه گلدن گلوب برای بهترین بازیگر مرد درام (شان پن)

هشتاد و یکمین مراسم اسکار (۲۰۰۹)
- برنده: بهترین فیلمنامهٔ غیر اقتباسی – داستین لنس بلک
- برنده: بهترین بازیگر نقش اول مرد – شان پن